# あさひな栞
あさひな 栞（あさひな しおり）は、日本の漫画家。性別非公開。

## 主な作品

### コミカライズ
- いつか天魔の黒ウサギ（原作：鏡貴也、富士見書房『月刊ドラゴンエイジ』、全6巻）
- ACUTE（原作：黒うさP、富士見書房『ミルフィ』）
- チェインクロニクル ヘクセイタスの閃（原作：セガ/チェンクロ・フィルムパートナーズ、KADOKAWA/富士見書房『月刊ドラゴンエイジ』、全2巻）

### オリジナル
- レア充なカノジョ（アスキー・メディアワークス『シルフ』）